# Электромагнитный реактивный ускоритель

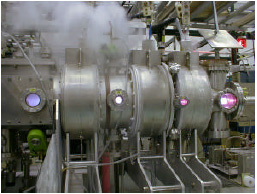
VASIMR на испытательном стенде

Электромагнитный ускоритель с изменяемым удельным импульсом (англ. Variable Specific Impulse Magnetoplasma Rocket; VASIMR) — перспективный электромагнитный плазменный ракетный двигатель, предназначенный для реактивного ускорения космического аппарата в открытом космосе. 
Конструктивно двигатель схож с ионным двигателем, но призван решить главный его недостаток — быстрое разрушение электродов в потоке плазмы.
Цель разработки VASIMR — заполнить разрыв между высокоэффективными реактивными системами малой тяги с высоким удельным импульсом (ионные и тп.) и низкоэффективными системами большой тяги с низким удельным импульсом. VASIMR способен работать в режимах, близких к системам большой тяги и малой.
Способ нагрева плазмы, используемый в VASIMR, был разработан в результате исследований в области термоядерного синтеза.
Сама концепция двигателя была предложена астронавтом и учёным Франклином Чанг-Диазом в 1979 году и продолжает развиваться в настоящее время.

## Описание
VASIMR, иногда рассматриваемый как электротепловой плазменный ускоритель (ЭПУ), использует радиоволны для ионизации рабочего тела с последующим разгоном полученной плазмы с помощью электромагнитного поля, для получения тяги. 
Этот тип двигателя можно рассматривать как разновидность безэлектродного плазменного двигателя, отличающегося в способе ускорения плазмы; оба типа двигателя не имеют никаких электродов. Основное преимущество такого проекта состоит в исключении эрозии электродов. Более того, так как все части VASIMR защищены магнитным полем и не приходят в прямой контакт с плазмой, потенциальная продолжительность эксплуатации двигателя, построенного по такому проекту, гораздо выше ионного двигателя.
Изменяя количество энергии на радиоволновый разогрев и количество рабочего тела, из которого создаётся плазма, VASIMR способен как производить малую тягу с высоким удельным импульсом, так и относительно высокую тягу с низким удельным импульсом.

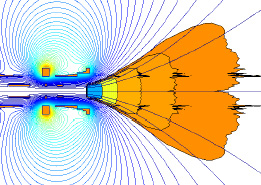
Диаграмма VASIMR

В отличие от обычных циклотронно-резонансных нагревающих процессов, ионы в VASIMR сразу же проходят через магнитное сопло быстрее времени, необходимого для достижения термодинамического равновесия. 
Согласно теоретической работе 2004 года Арефьева и Брейзмана из Техасского университета в Остине, практически вся энергия в ионной циклотронной волне будет равномерно распределена в ионизированной плазме за один проход в циклотронном абсорбционном процессе. Это позволяет ионам покинуть магнитное сопло с очень узким распределением энергии, что даёт упрощённое и более плотное распределение магнитов в двигателе.

### Эффективность
Текущие VASIMR должны обладать удельными импульсами в диапазоне от 3000 до 30 000 секунд (скорости истечения от 30 до 300 км/с). Нижний предел этого диапазона сопоставим с некоторыми существующими концепциями ионных двигателей. Регулируя получение плазмы и нагрев, в двигателе VASIMR можно управлять удельным импульсом и тягой. Двигатель также способен использовать гораздо более высокие уровни энергии (мегаватты) по сравнению с существующими концепциями ионных двигателей. Поэтому VASIMR может обеспечить в десятки раз большую тягу, при условии наличия подходящего источника энергии.

## Потенциальное применение
VASIMR не подходит для подъёма полезной нагрузки с поверхности планеты (например, Земли) на околопланетную орбиту, из-за его низкого соотношения тяги к массе и может быть использован только в невесомости (например, для старта корабля с околопланетной орбиты). Он может быть использован в качестве последней ступени, уменьшая потребность в топливе для транспортировки в космосе, или в качестве разгонного блока. 
- компенсация торможения в верхней атмосфере Земли (подъём орбиты) для орбитальных станций;
- обеспечение доставки грузов на лунную орбиту;
- заправка топливом в космосе;
- добыча ресурсов в космосе;
- космические полёты со сверхвысокими скоростями для дальних исследовательских программ

— ожидается, что этот двигатель должен выполнять эти операции за доли стоимости от стоимости аналогов на основе технологий химического реактивного движения/
Другие применения VASIMR (например, доставка людей к Марсу) требуют наличия источников очень высоких энергий с небольшой массой, таких как, например, ядерные энергоблоки.
В августе 2008 года Тим Гловер, директор по развитию фирмы «Ad Astra», заявил, что первым ожидаемым применением двигателя VASIMR является «заброс грузов (не людей) с низкой околоземной орбиты на низкую лунную орбиту» и будет предназначено для поддержки программы НАСА возвращения на Луну.

### Космический буксир: орбитальный транспортный корабль

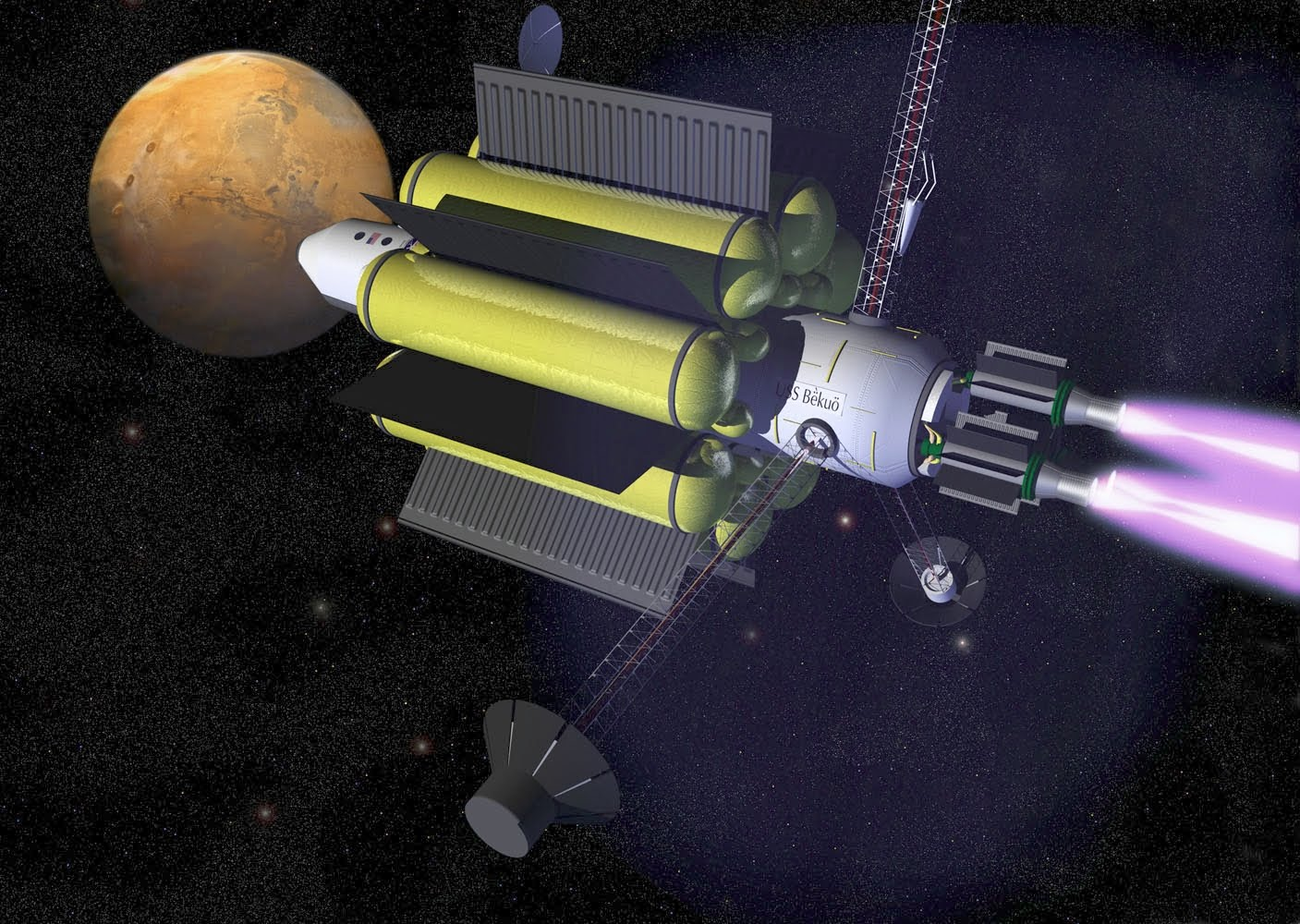
Космический корабль с VASIMR в представлении художника

Наиболее важным в обозримом будущем применением космических аппаратов с двигателями VASIMR является перевозка грузов (особенно межпланетная). Многочисленные исследования показали, что космический корабль с маршевыми двигателями VASIMR будет более эффективным при движении в космосе по сравнению с кораблями с обычными химическими ракетными двигателями. Космический буксир, ускоряемый одним VF-200, был бы способен переместить 7 т груза с низкой земной орбиты на низкую лунную орбиту примерно за шесть месяцев полёта.
НАСА планирует перемещение 34 т полезного груза от Земли до Луны. Для того, чтобы совершить такое путешествие, должно быть сожжено около 60 тонн кислород/водород. Сопоставимый космический буксир требовал бы 5 двигателей VF-200, потребляющих 1 МВт электроэнергии, получаемой от солнечных батарей или от ядерного реактора. Для того, чтобы проделать такую же работу, подобный буксир потратил бы только 8 тонн аргона. Время полёта буксира может быть сокращено за счёт полёта с меньшим грузом или используя большее количество аргона в двигателях при меньшем удельном импульсе (большем расходе рабочего тела). Например, пустой буксир при возвращении к Земле должен покрывать это расстояние за 23 дня при оптимальном удельном импульсе 5000 с или за 14 дней при удельном импульсе 3000 с.

### Полёт к Марсу
В 2015 году компания Ad Astra Rocket выиграла 10-миллионный тендер на постройку двигателя VASIMR, способного доставить экспедицию на Марс менее чем за 40 дней. Предполагалось, что 200-мегаваттный двигатель класса VASIMR сможет осуществлять полёты с доставкой людей к Марсу всего за 39 дней, по сравнению с шестью месяцами, которые требуются космическим аппаратам с обычными ракетными двигателями.

## Основной проект
Основным разработчиком VASIMR является «Ad Astra Rocket Company» в Техасе. 
Разрабатываемый проект включает в себя три части:
- превращение газа в плазму с использованием радиоволновых антенн;
- возбуждение плазмы с помощью дальнейшего нагрева в ускорителе;
- использование электромагнитов для создания магнитного сопла, которое превращает полученную тепловую энергию плазмы в кинетическую энергию реактивной струи.

### История

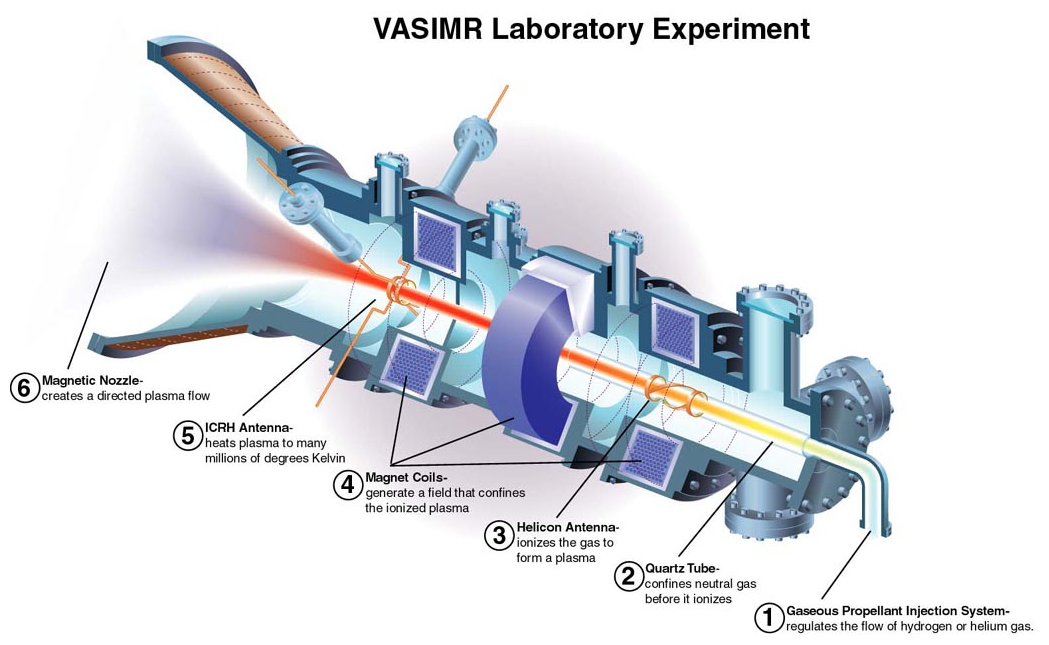
Схема VASIMR

Впоследствии основные усилия были направлены на улучшение общей эффективности двигателя, путём увеличения уровней используемой энергии. Согласно данным компании, ещё совсем недавно эффективность VASIMR составляла 67 %. 
Опубликованные данные по двигателю VX-50 говорят о том, что двигатель способен использовать 50 кВт на излучение в радиодиапазоне, обладает КПД 59 %, вычисленное следующим образом: 90 % NA эффективность процесса получения ионов × 65 % NB эффективность процесса ускорения ионов. 
Модель VX-100, как ожидается, будет иметь общую эффективность 72 %, путём улучшения параметра NB, то есть эффективности ускорения ионов, до 80 %.
Однако имеются дополнительные меньшие потери эффективности, относящиеся к превращению энергии постоянного тока в радиоволновую энергию и потребление энергии сверхпроводящими магнитами (для сравнения: рабочий ионный двигатель NASA HiPEP, обладает общей эффективностью ускорителя 80 %). Опубликованные данные испытаний двигателя VASIMR модели VX-50 показывают, что он способен производить 0,5 Н тяги. «Ad Astra Rocket Company» планировала проведение испытаний прототипа двигателя VX-200 в начале 2008 г. с мощностью излучения в радиодиапазоне 200 кВт с целью достижения требуемой эффективности, требуемой тяги и удельного импульса.
24 октября 2008 года компания заявила, что генерация плазмы двигателем VX-200 с помощью радиоволн первой ступени или твердотельным высокочастотным излучателем энергии достигла планируемых рабочих показателей. Ключевая технология, твердотельное преобразование энергии постоянного тока в радиоволны, стала крайне эффективной и достигла уровня 98 %. Радиоволновый импульс использует 30 кВт для превращения аргона в плазму, оставшиеся 170 кВт расходуются на разгон и разогрев плазмы в задней части двигателя с помощью ион-циклотронного резонансного разогрева.
На основании данных, опубликованных по предыдущим испытаниям VX-100, можно ожидать, что двигатель VF-200, который должен быть установлен на МКС, будет иметь системную эффективность 60—65 % и уровень тяги 5 Н. Оптимальный удельный импульс предполагается на уровне 5000 с использованием в качестве рабочего тела аргона. Удельная мощность оценивается в 1 кг/кВт, что означает, что масса данной версии VASIMR будет составлять только 300 кг.
Одна из оставшихся проблем — определение соотношения потенциально возможной тяги по отношению к действительному её значению. То есть, будет или нет горячая плазма находиться на расстоянии от двигателя на самом деле. Это подтверждено в 2009 году, когда двигатель VX-200 был установлен и испытан в достаточно большой вакуумной камере.
Другая проблема — управление выделяемой побочной теплотой при работе (60 % эффективности означает около 80 кВт ненужной теплоты), решение которой критически важно для продолжительной работы двигателя VASIMR.
10 декабря 2008 года «Ad Astra Rocket Company» заключила договор с НАСА на определение расположения и испытание полётной версии VASIMR VF-200 на МКС; его запуск был запланирован на 2015 год.
VASIMR-двигатель на МКС будет использоваться в пакетно-монопольном режиме, с периодическими включениями. Так как производство электроэнергии на МКС недостаточно велико, система будет включать в себя набор батарей с достаточно малым потреблением тока для подзарядки, которая позволит двигателю работать в течение 10 мин.; этого будет достаточно для поддержания высоты станции, что исключит необходимость дорогостоящей операции по подъёму станции с использованием химических ракетных двигательных блоков.
7 июля 2009 года сотрудники «Ad Astra Rocket Company» удачно испытали плазменный двигатель на сверхпроводящих магнитах.
В 2016 году компания Ad Astra Rocket сообщила, что КПД двигателя вырастет с 70 до 75 %, если использовать криптон вместо аргона, а тяга двигателя достигнет 2 Н. Ведутся работы по замене старого магнита на сверхпроводящий магнит нового типа, с охлаждением жидким азотом. Остаётся проблема электрического заряда двигателя; при его работе струя выбрасывает заряженные ионы, но оставшиеся электроны заряжают корпус и в наземных условиях невозможно замерить этот эффект зарядки корпуса; пока считается, что этот эффект мал и на всех электрических ракетных двигателях эта проблема была решена во время испытаний.
Лётные испытания на МКС были запланированы на 2016 год (однако, вся доступная электрическая мощность на МКС меньше 200 кВт (хотя станция сегодня обладает самой внушительной площадью солнечных батарей и является самым энергетически мощным объектом человечества в космосе), поэтому в проект МКС-VASIMR включили еще целую дополнительную систему солнечных батарей, которая будет часами накапливать энергию на 15-минутные циклы включений плазменного двигателя.
В августе 2019 года очередной прототип VX-200SS продемонстрировал тягу в 5,4 Н (540 граммов тяги) на мощности 200 кВт и при удельном импульсе в диапазоне от 50 до 300 км/c, на порядок больше ионных двигателей.
В июле 2021 года Ad Astra провела рекордные по длительности испытания прототипа двигателя VASIMR — VX-200SS. В первом испытании двигатель проработал 28 часов на уровне мощности 82,5 кВт. Во втором испытании, двигатель успешно проработал 88 часов на уровне мощности 80 кВт. Ad Astra планировала провести испытания уровня мощности 100 кВт во второй половине 2021 года. Тесты на уровне мощности 100 кВт были отложены до 2023 года. Летом 2023 года Ad Astra заключила два новых контракта с НАСА на продолжение разработки своего двигателя.

## Российская разработка
В 2022 году агентство ТАСС опубликовало информацию о разработке В НИЦ "Курчатовский институт"  мощного безэлектродного плазменного ракетного двигателя (БПРД), повторяющего концепцию VASIMR. Описание двигателя и перспективы научно-исследовательских работ до 2030 года изложены в публикации сотрудников НИЦ "Курчатовский институт" 2023 года.